# Ritchiea reflexa
Ritchiea reflexa là một loài thực vật có hoa trong họ Capparaceae. Loài này được (Thonn.) Gilg & Gilg-Ben. miêu tả khoa học đầu tiên năm 1915.